# Tatiana Weston-Webb
Tatiana Guimarães Weston-Webb (Porto Alegre, 9 maggio 1996) è una surfista brasiliana, finalista olimpica a Parigi 2024 e pluricampionessa dei Giochi mondiali di surf.
È stata l'unica esordiente al World Championship Tour 2015. Ha partecipato alle Olimpiadi estive del 2020 e del 2024 rappresentando il Brasile, vincendo la medaglia d'argento in quest'ultima edizione.

## Biografia
Il padre di Tatiana, Douglas Weston-Webb, è nato in Inghilterra, discendente di una famiglia impegnata nel settore tessile. Weston-Webb è un cognome ereditabile a doppia canna, nato dal matrimonio di due figli di importanti famiglie di quel settore.
La madre di Weston-Webb, Tanira Weston-Webb (nata Guimarães), era una bodyboarder professionista brasiliana, sponsorizzata da due aziende del settore. Anche la sorella di Tanira, Andrea Guimarães, era una bodyboarder. 
Douglas e Tanira si sono conosciuti mentre lei si trovava alle Hawaii. Si sono trasferiti in Brasile, dove Tatiana è nata nel 1996, a Porto Alegre. A causa della nascita del padre nel Regno Unito, Tatiana ha acquisito automaticamente anche la cittadinanza britannica per discendenza alla nascita. Tuttavia, non ha richiesto il passaporto britannico e il padre non ha rinnovato il suo da molti anni.
A due mesi dalla nascita in Brasile, Weston-Webb e i suoi genitori si trasferiscono alle Hawaii. All'età di 8 anni, osservando il fratello maggiore Troy fare surf, Tatiana decide di praticare questo sport. Il surf diventa una competizione tra i due bambini e Tatiana ricevette poco dopo la sua prima tavola da surf. 
Nel 2011 ha interpretato l'undicenne Bethany Hamilton nel film Soul Surfer.
Nel febbraio del 2020 ha sposato, dopo sei anni di relazione, il fidanzato di lunga data Jessé Mendes dos Santos, un surfista professionista brasiliano di Guarujá, San Paolo, che gareggia con il nome di Jessé Mendes. La coppia si è sposata con una cerimonia intima sulla spiaggia al Princeville Resort, un hotel di Kauai in cui il padre di lei aveva lavorato per molti anni, dopo che la guardia di sicurezza ha permesso loro di utilizzare gratuitamente il sito, altrimenti costoso, durante la ristrutturazione della proprietà. Si sposano pubblicamente nel novembre del 2023.

## Carriera
Nel 2015 Weston-Webb vinse le World Women's Qualifying Series, assicurandosi così un posto nel World Championship Tour e dopo aver disputato la competizione fu eletta Esordiente dell'anno.

### Giochi Olimpici di Tokyo 2020
Il 29 aprile 2018 ha annunciato il suo passaggio alla rappresentativa del Brasile per il resto della stagione 2018 del WSL Championship Tour, con l'obiettivo di gareggiare in rappresentanza del suo Paese natale alle Olimpiadi estive del 2020 a Tokyo, uno dei suoi sogni da quando il surf è stato annunciato come sport olimpico ufficiale.
Tatiana inizia perfettamente il torneo, qualificandosi direttamente al terzo round da prima nella propria batteria del primo round, ma viene eliminata proprio al terzo round dalla giapponese Amuro Tsuzuki, con un punteggio finale di 10.33 a 9.00.

### Giochi Olimpici di Parigi 2024
Il 18 aprile 2023, si qualifica ufficialmente come prima testa di serie alle Olimpiadi estive del 2024 a Parigi.
Inizia il torneo olimpico classificandosi seconda nella propria batteria del primo round, quindi qualificata al secondo round, contro la statunitense Caitlin Simmers, prima e qualificata direttamente al terzo round, e l'australiana Molly Picklum, arrivata terza, ma comunque qualificata al secondo round.
Al secondo round sfida la nicaraguense Candelaria Resano, ultima testa di serie del torneo e la sconfigge con un punteggio finale di 9.50 a 3.30, e passa al terzo round in cui incontra nuovamente Caitlin Simmers, ma con un finale differente: la brasiliana vince con un punteggio di 12.34 a 1.93.
Ai quarti di finale affronta la spagnola Nadia Erostarbe, terza testa di serie. La batte con un punteggio di 8.10 a 6.34 e si qualifica alle semifinali in cui incontra Brisa Hennessy, quindicesima testa di serie e terza classificata nella World Surf League 2024, sconfiggendola per 13.66 a 6.17, a causa di una penalità comminata alla costaricana per interferenza sulla priorità durante la seconda onda, per cui è stato annullato il punteggio della sua seconda miglior onda singola, dal valore di 4.83, e contabilizzato solo il punteggio della sua miglior onda singola nel totale.
Il 6 agosto 2024, alla finale valevole per l'oro olimpico affronta la nona testa di serie Caroline Marks, in cui però perde con un punteggio finale di 10.50 a 10.33 a favore della statunitense, vincendo così la medaglia d'argento.

## Palmarès

### World Championship Tour
- Vans US Open of Surfing, Huntington Beach: 1

2016
- Boost Mobile Margaret River Pro, Margaret River: 1

2021
- MEO Rip Curl Pro Portugal, Supertubos: 1

2022
- Corona Open J-Bay 2022, Jeffreys Bay: 1

2022

### ISA World Surfing Games
- Squadre: 2

2019, 2024
- Individuale: 1

2023
- Individuale: 1

2024
- Squadre: 1

2023

### Giochi panamericani
- Shortboard: 1

2023

### Giochi Olimpici
- Shortboard: 1

2024